# Masque funéraire de Toutânkhamon
Le masque funéraire de Toutânkhamon, appelé aussi masque d'or de Toutânkhamon, est le masque funéraire découvert le 18 octobre 1925 dans le tombeau de Toutânkhamon lorsque l'archéologue britannique Howard Carter ouvre le sarcophage contenant la momie de ce pharaon. Cette sculpture est un véritable chef-d'œuvre de l'orfèvrerie égyptienne.
En 2001, la découverte d'un ancien cartouche en grande partie effacé, sous celui de Toutânkhamon, suggère une réappropriation du masque d'un autre souverain. Lors d'une restauration du masque en 2015, une image plus précise de ce palimpseste est obtenue et l'égyptologue Carl Nicholas Reeves propose le nom de la pharaonne Ânkh-Khéperourê, la sœur de Toutânkhamon. Selon le Britannique, Toutankhamon mort prématurément à dix-neuf ans a dû être enterré à la va-vite dans une tombe qui ne lui était pas destinée, celle de sa belle-mère Néfertiti morte dix ans plus tôt, et a dû se réapproprier le mobilier funéraire (dont le masque) d'autres souverains.

## Description

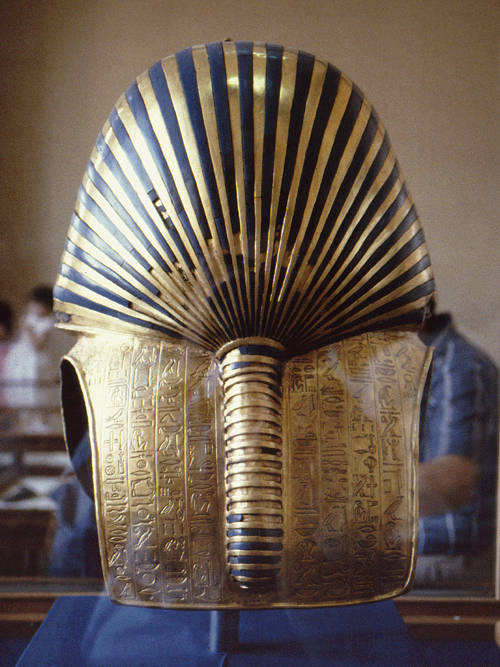
Face dorsale du masque funéraire.

Ce masque funéraire est fait de deux plaques d’or assemblées par martelage, soudées, rivetées, ciselées et brunies. D'une hauteur de 54 cm, d'une largeur de 39,3 cm et d'une profondeur de 49 cm, il est constitué de 10,32 kg d'or massif et de pierres semi-précieuses, ce qui équivaut sur le marché actuel à 500 000 $ de matériaux bruts.
Avec ses yeux rapprochés en amande, les lèvres charnues, la forme du nez et la courbe du menton, cette sculpture présenterait les caractéristiques physiques de Toutânkhamon mais il faut rappeler que souvent les représentations de ce pharaon témoignent d'un style visant à reproduire un même idéal physique, celui d'Akhenaton. Le souverain porte le némès (coiffe rayée à bandes dorées et bleues, ces dernières à base de pâte de verre imitant le lapis-lazuli) dont deux pans retombent sur la poitrine et un troisième dans le dos, se terminant par une tresse annelée. Il arbore un large collier ousekh composé de douze rangées de perles en quartz, lapis-lazuli, amazonite et en pâte de verre colorée. Ce collier est accroché au niveau des épaules par des fermoirs en forme de tête de faucon ornée d'obsidienne, rapace qui est l'image du dieu Horus.
Outre ce couvre-chef surmonté des deux animaux protecteurs du pharaon (le vautour Nekhbet pour la Haute-Égypte et le cobra Ouadjet pour la Basse-Égypte) en or avec des incrustations de cornaline, lapis-lazuli et pâte de verre, le souverain porte une barbe postiche tressée  en or et en pâte de verre.
Le blanc des yeux est fait de quartz blanc, légèrement rougi aux coins, et la pupille d'obsidienne. Ils sont rehaussés d’un liséré de lapis-lazuli pour imiter le khôl. Les oreilles ont le lobe percé.
Les hiéroglyphes sur la face dorsale et les épaules du masque d'or reprennent sous forme abrégée une formule magique du chapitre 151 B du Livre des morts intitulé « Formule pour la tête mystérieuse ».

## Découverte
Il faut attendre 1925 pour que les sarcophages découverts quelques années plus tôt soient ouverts, révélant alors le masque funéraire.

## Exposition

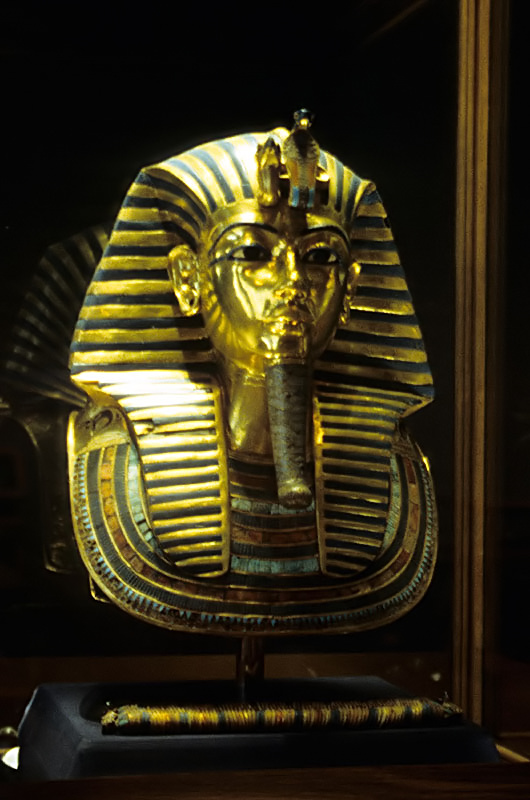
Le masque au musée du Caire, en 1997

Le masque funéraire de Toutânkhamon est exposé dans le Musée égyptien du Caire.
Du 16 février au 4 septembre 1967, l’exposition « Toutânkhamon et son temps » à Paris au Petit Palais présentait le masque funéraire dans la dernière salle.

## Polémiques
Au Caire, le masque échappe au pillage lors de la révolution égyptienne de 2011.
En octobre 2014, la barbe postiche du masque est abîmée dans des circonstances non précisées, les conservateurs du musée interrogés par l'agence Associated Press donnant des versions différentes des faits : comme par le passé où elle s'était déjà détachée et tenait par une simple cheville, la barbe se serait détachée après qu'un employé maladroit a tenté de rattraper l'objet pour l'empêcher de tomber lors d'une opération de dépoussiérage ou de réparation de l'éclairage de la vitrine. Un autre conservateur affirme que la barbe a été volontairement retirée parce qu'elle commençait à se détacher. Le musée égyptien, au lieu de l'envoyer dans le laboratoire de conservation pour procéder à une restauration dans les règles de l'art, décide de le réparer rapidement et recolle grossièrement la barbe avec une résine époxy désormais visible de tous les visiteurs. De plus, un conservateur reproche à un collègue d'avoir davantage endommagé le masque en voulant gratter l'excédent de colle avec une spatule métallique. Selon le ministre égyptien des Antiquités Mamdouh Mohamed Eldamaty, la barbe est rattachée correctement et les traces de colle ont été laissées par des restaurations précédentes. Finalement, le musée entreprend des travaux de restauration en octobre 2015 afin de masquer cette colle époxy. La restauration dure deux mois et s’achève en décembre 2015. L’équipe de restauration parvient à détacher la barbe postiche et à retirer la colle époxy en utilisant des outils en bois et en chauffant le masque. La barbe est ensuite refixée.

## Galerie

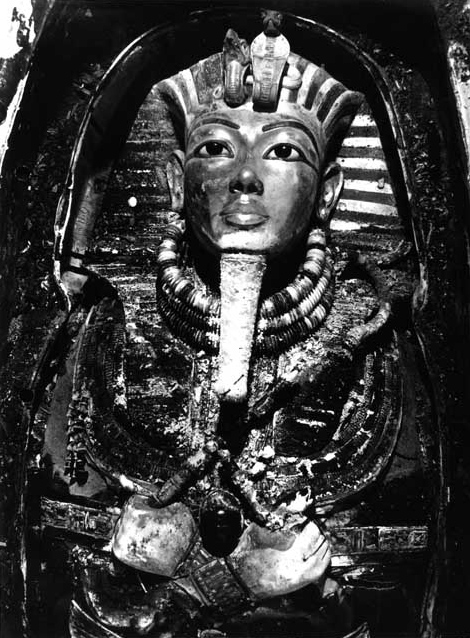
Le masque funéraire dans la tombe, 1925
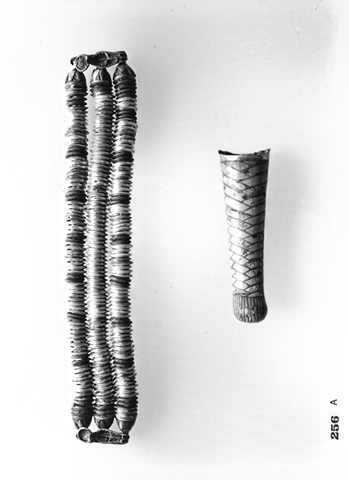
Le collier et la barbe
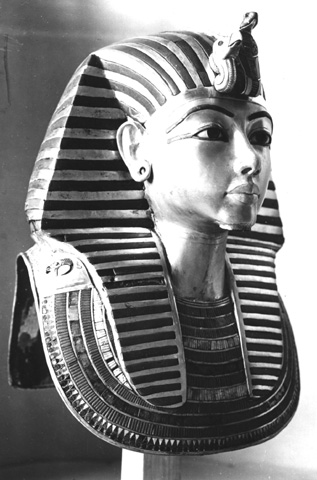
Le masque sans la barbe